# Träne kyrka
Träne kyrka är en kyrkobyggnad i Träne som tillhör Träne-Djurröds församling i Lunds stift.

## Kyrkobyggnad
Kyrkan är byggd i romansk stil och dateras till omkring år 1200. På 1400-talet byggdes tornet och valv slogs.
I ett gravvalv under kyrkans kor ligger ett flertal slottsherrar från det närbelägna Ovesholms slott begravda.
Vid en restaurering 1947 framtogs de ursprungliga medeltidsmålningarna från 1553.
I januari 2003 rökskadades kyrkan i en brand som orsakades av ett elfel. Branden kunde dock snabbt släckas, men den förstörde församlingens gamla vackra kollekthåvar. Nya håvar har därefter köpts in och elsystemet har ersatts av moderna ledningar.
2007-08 byttes koppartaket på långhuset och absiden ut mot plåt och rötskador lagades.

## Inventarier
- Predikstolen och altaruppsatsen kommer troligen från slutet av 1500-talet.
- Dopfunten är tidigmedeltida, troligen från slutet av 1100-talet.
- Den förgyllda nattvardskalken är från 1620.
- Kyrkan har två klockor. Den lilla är från 1620 och har gjutits i Helsingör. Storklockan bär årtalet 1836.

### Orgel
- 1862 byggde Jöns Lundahl & Knud Olsen en orgel med 4 stämmor.
- Den nuvarande orgel är byggd 1926 av Erik Henrik Erikson, Sundbyberg och har 14 stämmor. Den har fasta kombinationer och är pneumatisk. Fasaden är från 1862 års orgel och är lite omgjord. Orgeln har följande disposition.

| Manual I        | Manual II         | Pedal         | Koppel    |
| Borduna 16’     | Flöjt Harmonik 8’ | Subbas 16’    | I/P       |
| Principal 8’    | Ekogedackt 8’     | Violoncell 8’ | II/P      |
| Gedacktflöjt 8’ | Salicional 8’     |               | II/I      |
| Gamba 8’        | Gemshorn 4’       |               | I 4'/I    |
| Oktava 4’       | Nasard 2 2⁄3'     |               | II 16'/II |
| Trumpet 8'      | Flöjt 2’          |               |           |